# Кувай (Старошайговський район)
Кува́й (рос. Кувай, ерз. Кувай) — селище у складі Старошайговського району Мордовії, Росія. Входить до складу Старошайговського сільського поселення.
Населення — 9 осіб (2010; 15 у 2002).
Національний склад (станом на 2002 рік):
- росіяни — 87 %